# Luci Carvili
Luci Carvili (en llatí Lucius Carvilius) va ser un magistrat i polític romà del segle iii aC. Formava part de la gens Carvília, una gens romana d'origen plebeu.
Va ser tribú de la plebs l'any 212 aC. Juntament amb Espuri Carvili, que podria ser el seu germà, va proposar multar a Marc Postumi amb 200.000 asos romans per haver defraudat l'estat. Postumi va ser un dels "agricultors dels impostos", que feien enviaments a les forces romanes a l'estranger durant la Segona Guerra Púnica. Sovint sabotejava els seus propis enviaments i reclamava pèrdues i naufragis imaginaris per tal de ser reemborsat per l'estat. L'afer de Marc Postumi va generar un motí de la gent contra els seus partidaris, i els Carvilii van portar els dirigents davant el Senat. Postumi va donar garanties de pagament i va optar per exiliar-se en comptes d'aparèixer en persona, i molts dels seus simpatitzants també van preferir l'exili a l'empresonament. D'aquesta manera, Spurius i Lucius Carvilius van poder aturar la desfeta econòmica en un moment crític de la guerra.